# Silicio nativo
Il silicio nativo è un minerale composto da silicio approvato dall'IMA nel 1983. Il minerale è stato scoperto nel giacimento di Nuevo Potosi a Cuba.

## Morfologia
Il silicio nativo si presenta in grani informi e cristalli microscopici. I cristalli hanno forma cubica combinata con un ottaedro.

## Origine e giacitura
Il silicio nativo è stato scoperto nel porfido dioritico alterato in rocce di sericite, quarzo e carbonati. È associato con oro nativo, arsenopirite, rame nativo, piombo nativo, ferro nativo, cohenite, grafite e moissanite.
Il silicio nativo si forma dalle esalazioni vulcaniche, si rinviene anche come inclusione nell'oro nativo e nelle rocce originatesi nel mantello terrestre.